# تعلیق قضاوت
تعلیق قضاوت یک فرایند ادراکی و استدلال ذهن است که در آن فرد ضمن نتیجه‌گیری اخلاقی، از قضاوت خودداری می‌کند. نقطه مقابل تعلیق قضاوت، قضاوتِ زود هنگام است. در حالی‌که پیش‌داوری، شامل نتیجه‌گیری و تصمیم‌گیری قبل از داشتن اطلاعات کافی در زمینهٔ موضوعی می‌باشد، «تعلیق قضاوت» مستلزم داشتن صبر برای دستیابی به تمام واقعیت‌های موجود در مورد آن رخداد، قبل از هرگونه تصمیم‌گیری است.
«تعلیق قضاوت»، سنگ بنای روش تحقیق به شیوهٔ استاندارد است. بسیاری از روش‌های علمی برای ترغیب به‌کارگیری شیوهٔ «تعلیق قضاوت»، تا انجام مشاهدات لازم، از طریق داوری همتا آزمایش و تأیید شده‌است. پیشرفت علوم اجتماعی اغلب در گرو حذف سوگیری‌های شناختی می‌باشد که در بسیاری از اشکال (فهرست سوگیری‌های شناختی) شناخته شده‌است.
در فلسفه، «تعلیق قضاوت» معمولاً با شکّاکیت و اثبات‌گرایی مرتبط است، اما تنها به این موضوعات محدود نمی‌شود. به عنوان مثال، رنه دکارت در قرن هفدهم، از آن به عنوان سنگ بنای معرفت‌شناسی خود استفاده کرد. وی در فرایندی که از آن به عنوان شکّاکیت روش‌شناختی نام برد، تأکید کرد که به منظور دستیابی به یک شالودهٔ منسجم در هنگام ساخت زیربنای دانش و اعتقاد شخصی، شخص باید در ابتدا به همه چیز شک کند.
«تعلیق قضاوت» همچنین اصطلاحی است که در حقوق مدنی برای نشان دادن تصمیم دادگاه برای ابطال یک «قضاوت مدنی» مورد استفاده قرار می‌گیرد؛ و در مورد حکم محکومیت، «حکم تعلیقی» یکی از احکام احتمالی موجود در دادگاه است.